# Ferran
Ferran é uma comuna francesa na região administrativa de Occitânia, no departamento de Aude. Estende-se por uma área de 5,86 km². Em 2010 a comuna tinha 116 habitantes (densidade: 19,8 hab./km²).